# Edificio del 315-325 West 36th Street
El Edificio del 315-325 West 36th Street  es un edificio histórico ubicado en Nueva York, Nueva York. El Edificio del 315-325 West 36th Street se encuentra inscrito  en el Registro Nacional de Lugares Históricos desde el 27 de mayo de 2004.  

## Ubicación
El Edificio del 315-325 West 36th Street se encuentra dentro del condado de Nueva York en las coordenadas 40°45′15″N 73°59′39″O / 40.754167, -73.994167.